# سیال‌های برشی
سیال برش هر مایع یا گازی است که به‌طور مستقیم در عملیات ماشین کاری به کار می‌رود تا عملکرد برش را بهبود بخشد. سیال‌های برش دو مشکل عمده را حل می‌کنند: (۱) وجود گرما در منطقهٔ برش و منطقهٔ اصطکاک، (۲) اصطکاک در سطوح تماس ابزار - براده و ابزار – کار. علاوه بر رفع حرارت و کاهش اصطکاک، سیال‌های برش منافع دیگری نیز دارند همچون شستن و بردن براده‌ها (به خصوص در سنگ زنی و فرزکاری)، کاهش دمای قطعه کار برای جابه‌جا کردن راحت تر، کاهش نیروهای برش و توان مورد نیاز، بهبود ثبات ابعادی قطعه کار و بهبود پرداخت سطح.

## کار کردهای سیال برش
متناظر با دو مشکل اصلی که سیال‌های برش برای حل آن‌ها به کار می‌روند دو دستهٔ عمومی از این مواد موجود اند. خنک‌کننده‌ها و روان‌کننده‌ها.

### خنک‌کننده‌ها

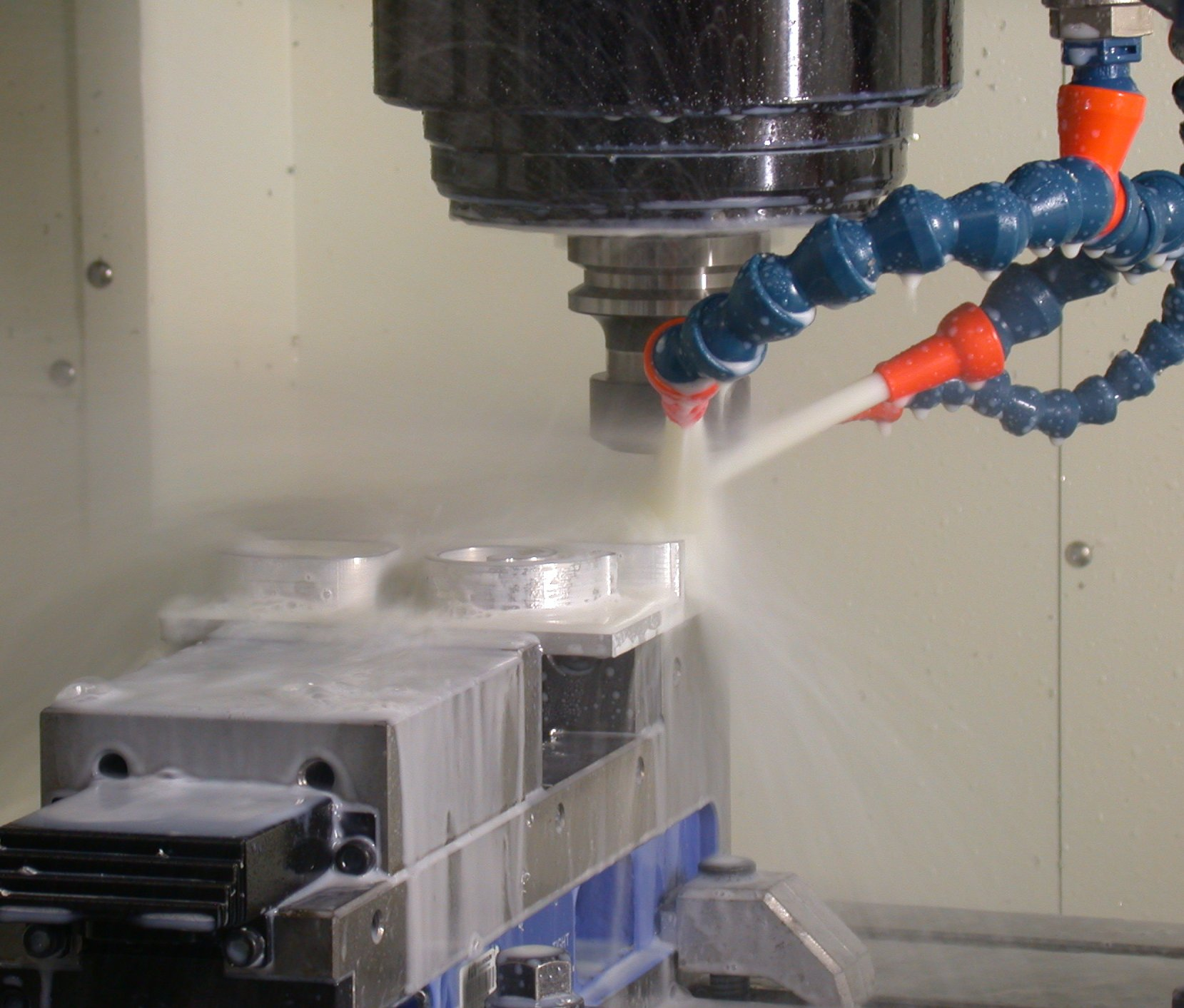
سیال خنک کننده

سیال‌های برشی هستند که برای کاهش آثار حرارت در عملیات ماشین کاری طراحی می‌شوند. این مواد اثر محدودی بر میزان انرژی حرارتی تولید شده در برش دارند. در عوض، حرارت تولید شده را با خود می‌برند و بدین نحو دمای ابزار و قطعه کار را کاهش می‌دهند. این امر به افزایش عمر ابزار برش کمک می‌کند. ظرفیت یک سیال برش در کاهش دمای ماشین کاری به ویژگی‌های دمایی آن بستگی دارد. گرمای ویژه و رسانایی گرمایی مهم‌ترین ویژگی‌ها هستند. آب، گرمای ویژه و رسانایی گرمایی بالایی نسبت به سایر مایع‌ها دارد که به همین دلیل از آن به عنوان پایهٔ سیال‌های برش از نوع خنک‌کننده استفاده می‌شود. این ویژگی‌ها امکان می‌دهند خنک‌کننده حرارت را از عملیات بیرون برد و بدین نحو دمای ابزار برش را کاهش دهد.
این مواد بیشترین اثربخشی را روی مواد ابزاری دارند که نسبت به آسیب گرما حساس تر هستند، مثل فولادهای تندبر. این سیال‌ها اغلب در عملیات تراشکاری و فرزکاری به کار می‌روند که در آن‌ها حرارت زیادی ایجاد می‌شود. خنک‌کننده‌ها معمولاً محلول‌ها یا امولسیون‌های مبتنی بر آب هستند. چرا که آب ویژگی‌های گرمایی دارد که به‌طور ایده‌آلی برای این سیال‌های برش مناسب هستند.

### روان‌کننده ها

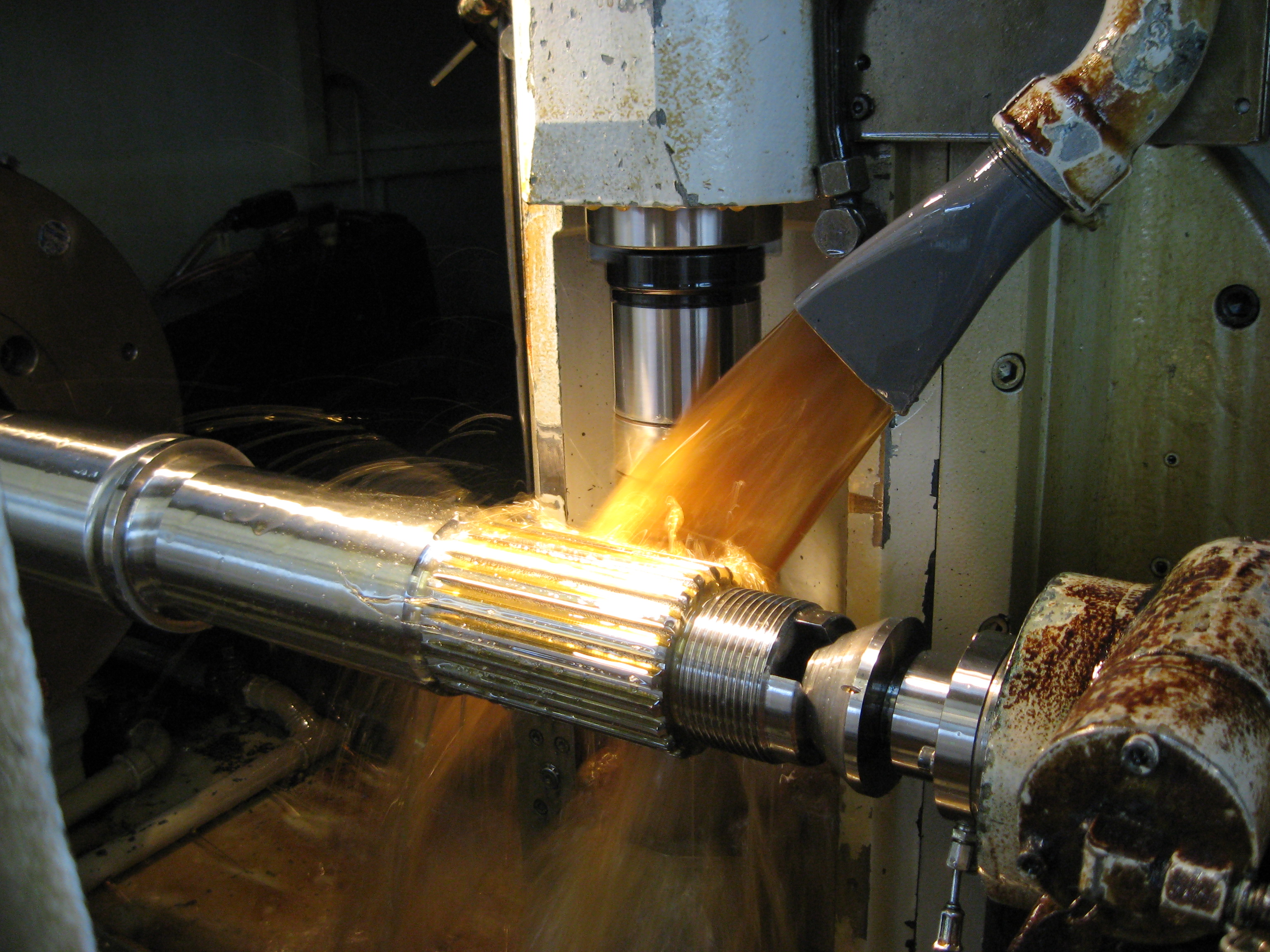
سیال روانکننده

معمولاً سیال‌های مبتنی بر روغن هستند (چرا که روغن ویژگی‌های خوب روان‌کنندگی دارد) و برای کاهش اصطکاک در سطوح تماس ابزار - براده و ابزار کار توسعه یافته‌اند. سیال‌های برش روان‌کننده بر اساس روان‌کنندگی فشار بالا عمل می‌کنند که شکل خاصی از روان‌کنندگی است که از طریق واکنش شیمیایی با روان‌کننده باعث تشکیل لایه‌های نمکی جامد نازک روی سطوح فلزی داغ و تمیز می‌شود. ترکیبات گوگرد، کلر و فسفر در روان‌کننده باعث تشکیل این لایه‌های سطحی می‌شود که نقش جداکنندهٔ دو سطح فلزی (یعنی براده و ابزار) را ایفا می‌کند. این لایه‌های نازک با فشار بالا به‌طور محسوسی در کاهش اصطکاک در برش فلز اثربخش تراند از روان‌کنندگی معمولی، که مبتنی است بر حضور لایه‌های نازک مایع بین دو سطح.
سیال‌های برش از نوع روان‌کننده بیشترین اثربخشی را در سرعت‌های پایین‌تر برش دارند و معمولاً اثربخشی خود را در سرعت‌های بالا (بالاتر از حدود ۱۲۰ متر بر دقیقه (۴۰۰ فوت بر دقیقه)) از دست می‌دهند چرا که حرکت براده در این سرعت‌ها مانع رسیدن سیال برش به سطح تماس ابزار - براده می‌شود. به علاوه، دمای بالای برش در این سرعت‌ها باعث می‌شود روغن قبل از این که بتواند روان‌کنندگی را انجام دهد، بخار شود. عملیات ماشین کاری، مثل مته کاری و قلاویزکاری، معمولاً از روان‌کننده‌ها بهره می‌برند. در این عملیات، تشکیل لبهٔ برآمده به تعویق می‌افتد و گشتاور روی ابزار کاهش می‌یابد.
روان‌کننده، اساساً برای کاهش اصطکاک به کار می‌آید، با این حال، دمای عملیات را نیز از طریق چندین مکانیزم کاهش می‌دهد. نخست، گرمای ویژه و رسانایی گرمایی روان‌کننده به دفع حرارت از عملیات کمک می‌کند و بدین نحو دما را کاهش می‌دهد. دوم، چون اصطکاک کاهش می‌یابد حرارت حاصل از اصطکاک نیز کاسته می‌شود. سوم، ضریب پایین‌تر اصطکاک یعنی زاویهٔ اصطکاک کمتر. طبق معادلهٔ مرچنت {\displaystyle \phi =45+\alpha /2-\beta /2}
، زاویهٔ کمتر اصطکاک باعث می‌شود سطح برش افزایش یابد و در نتیجه مقدار انرژی حرارتی ایجاد شده در منطقهٔ برش، کاسته شود.
معمولاً بین دو نوع سیال برش اثر هم پوشانی وجود دارد. خنک‌کننده‌ها از ترکیباتی هستند که به کاهش اصطکاک کمک می‌کنند و روان‌کننده‌ها ویژگی‌های حرارتی ای دارند که، هر چند به خوبی مشخصه‌های آب نیستند، گرما را از عملیات برش دور می‌کنند.

## فرمولاسیون شیمیایی سیال‌های برش[۲]
چهار دسته سیال برش بر اساس فرمولاسیون شیمیایی وجود دارند: (۱) روغن‌های برش، (۲) روغن‌های معلق، (۳) سیال‌های نیمه شیمیایی و سیالهای شیمیایی. همهٔ این سیال‌های برش هر دو کار کرد خنک‌کنندگی و روان‌کنندگی را دارا هستند. روغن‌های برش بیشترین اثربخشی را به عنوان روان‌کننده دارند در حالی که سه دستهٔ دیگر به عنوان خنک‌کننده اثربخش تر هستند چرا که مبنای آن‌ها آب است.

### روغن‌های برش
بر مبنای روغن هستند که منشأ نفتی، حیوانی، دریایی یا گیاهی دارد. نوع اصلی از روغن‌های معدنی بر مبنای نفت است که فراوان بوده و دارای ویژگی‌های روان‌کنندگی عموماً مطلوب هستند. برای به دست آوردن حداکثر روان‌کنندگی، اغلب در یک سیال چند نوع روغن ترکیب می‌شوند. افزودنی‌های شیمیایی نیز با روغن‌ها مخلوط می‌شود تا ویژگی‌های روان‌کنندگی افزایش یابد. این افزودنی‌ها شامل ترکیبات گوگرد، کلر و فسفر هستند و طراحی شده‌اند تا با سطوح براده و ابزار واکنش شیمیایی نشان دهند تا لایه‌های نازک جامدی شکل گیرند (روان‌کنندگی فشار بالا) که از تماس فلز به فلز بین آن در جلوگیری می‌کند.

### روغن‌های معلق
تشکیل می‌شوند از قطره‌های کوچک روغن که در آب معلق اند. سیال از مخلوط کردن روغن (معمولاً روغن معدنی) با آب با استفاده از عاملی معلق کننده تشکیل می‌شود تا مخلوط شدگی و ثبات ترکیب را افزایش دهد. نسبت رایج آب به روغن ۳۰ به ۱ است. افزودنی‌های شیمیایی مبتنی بر گوگرد، کلر و فسفر اغلب برای ایجاد روان‌کنندگی فشار بالا به کار می‌روند. از آنجا که روغن‌های معلق هم روغن و هم آب دارند، ویژگی‌های خنک‌کنندگی و روان‌کنندگی را در یک سیال برش ترکیب می‌کنند.

### سیال‌های شیمیایی
مواد شیمیایی حل شده در آب اند، نه در روغن‌های معلق. مواد شیمیایی حل شده شامل ترکیباتی از گوگرد، کلر و فسفراند با افزودنی‌های مرطوب‌کننده. هدف مواد شیمیایی فراهم کردن میزانی از روان‌کنندگی در محلول است. سیال‌های شیمیایی ویژگی‌های خنک‌کنندگی خوبی فراهم می‌کند ولی ویژگی‌های روان‌کنندگی شان کمتر از انواع دیگر سیال‌های برش است. به سیال‌های نیمه شیمیایی مقدار اندکی روغن معلق افزوده می‌شود تا ویژگی‌های روان‌کنندگی سیال برشی افزایش یابند. در واقع، این سیال‌ها ترکیبی از سیال‌های شیمیایی و روغن‌های معلق هستند.